# 三硫化二钐
三硫化二钐是一种无机化合物，化学式为Sm2S3。

## 化学性质
三硫化二钐可以和强酸反应，放出硫化氢，如：
Sm2S3 + 3 H2SO4 → Sm2(SO4)3 + 3 H2S↑